# Magistralno zdravilo
Magistrálno zdravílo, tudi magistrálni priprávek in žargonsko magistrálec, je zdravilo, ki se izdela v lekarni po zdravniškem receptu za določenega pacienta ali skupino pacientov in se izda neposredno po izdelavi. Izdelujejo se v primerih, ko industrijsko proizvedeno ali galensko izdelano zdravilo ni na voljo, pacient pa zdravilo potrebuje. Na ta način so magistralna zdravila pomembna za zadostitev posebnih potreb pacientov oziroma za preskrbo prebivalstva z zdravili. Prav tako omogočajo individualizacijo zdravljenja določenega pacienta z ustrezno farmacevtsko obliko in prilagojeno jakostjo, v primeru, da na trgu je industrijsko oziroma galensko zdravilo z določeno učinkovino, ne pa tudi v zahtevani farmacevtski obliki ali jakosti.
V preteklosti, do začetka 20. stoletja, so večino zdravil izdelovali farmacevti v lekarnah, nato pa se je izdelava zdravil začela seliti v galenske laboratorije in naposled v farmacevtska podjetja, ki so se razvila iz prvotnih galenskih laboratorijev. Danes je večina zdravil pripravljenih vnaprej v farmacevtski industriji pa tudi v galenskih laboratorijih, nekatera zdravila, ki jih imenujemo magistralna zdravila, pa se še vedno izdelujejo v lekarnah po natančno predpisani recepturi in za določene bolnike. Kot priprava drugih zdravil mora tudi priprava magistralnih zdravil potekati v okviru ustreznega sistema kakovosti in v skladu z ustreznimi standardi.

## Zakonodaja
Magistralna zdravila v Sloveniji zakonsko opredeljuje Zakon o zdravilih, ki jih takole opredeli:
»Magistralno zdravilo za uporabo v humani medicini je zdravilo, ki ga, kadar za doseganje terapevtskega učinka na trgu ni industrijsko proizvedenega ali galensko izdelanega zdravila z enako sestavo učinkovin in pomožnih snovi v ustrezni jakosti ali farmacevtski obliki, izdelajo v lekarni po zdravniškem receptu za posameznega pacienta oziroma skupino pacientov in ga izdajo neposredno po izdelavi.« Pogoje izdelave magistralnih zdravil za izvajalce lekarniške dejavnosti opredeljuje Pravilnik o pogojih za izvajanje lekarniške dejavnosti.
V Sloveniji je zakonsko določeno tudi označevanje magistralnih zdravil, in sicer v Pravilniku o označevanju magistralnih pripravkov in o označevanju ter navodilu za uporabo galenskih izdelkov. Pravilnik določa, da mora biti vsako magistralno zdravilo označeno z naslednjimi prvinami:
- ime in naslov lekarne, v kateri so izdelali magistralno zdravilo;
- datum izdelave;
- ime in priimek uporabnika;
- sestava;
- podpis magistra farmacije, ki je magistralno zdravilo izdelal;
- opredelitev farmacevtske oblike s kratkim navodilom za uporabo in odmerjanje;
- opozorilo: »Zdravilo shranjujte nedosegljivo otrokom!«;
- datum izteka roka uporabnosti;
- posebna opozorila, kot so: »strup!«, »sterilno«, »shranjujte v hladilniku!« …, način aplikacije: »za uho«, »za oko«, »za nos« …